# Leffrinckoucke
Leffrinckoucke är en kommun i departementet Nord i regionen Hauts-de-France i norra Frankrike. Kommunen ligger i kantonen Dunkerque-Est som tillhör arrondissementet Dunkerque. År 2022 hade Leffrinckoucke 4 101 invånare.

## Befolkningsutveckling
Antalet invånare i kommunen Leffrinckoucke
| Referens: INSEE |